# توركواتو تاسو

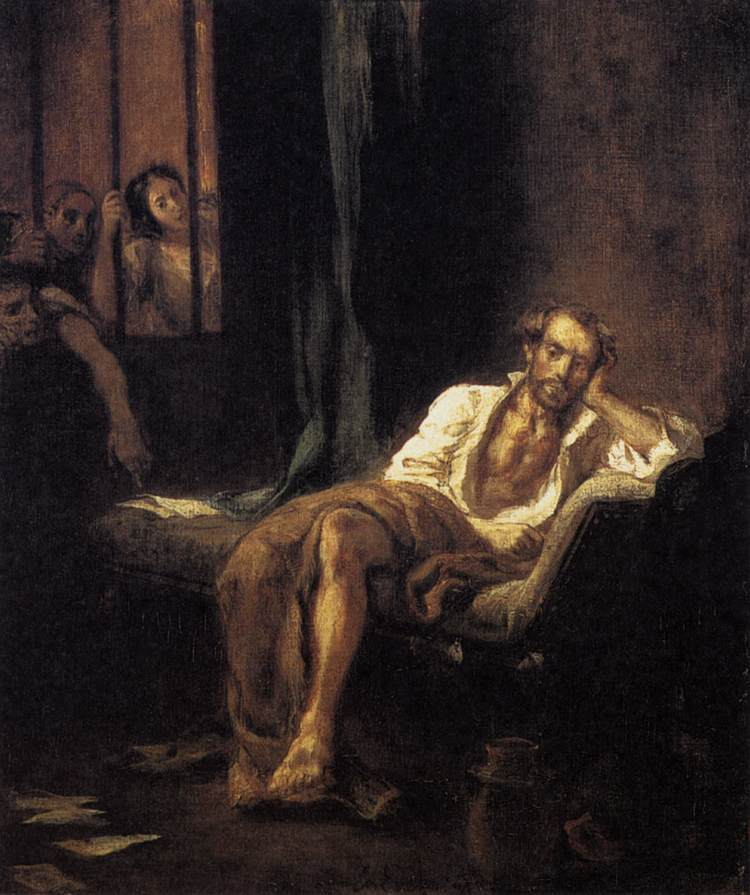
توركواتو تاسو

توركواتو تاسـّـو (بالإيطالية: Torquato Tasso) (سورينتو، 11 مارس 1544 - روما، 25 أبريل 1595) كاتب وشاعر الإيطالي. في عام 1575 عانى من انهيار وفقدان لكامل قواه العقلية. عاش سنواته الأخيرة في رعاية ألفونسو الثاني دوق فيرارة.
أهم أعماله وأشهرها هو معروف ملحمة «تحرير أورشليم» (1575)، يصف فيها المواجهات بين النصارى والمسلمين في نهاية الحملة الصليبية الأولى، أثناء حصار القدس.

## روابط خارجية
- توركواتو تاسو على موقع IMDb (الإنجليزية)
- توركواتو تاسو على موقع الموسوعة البريطانية (الإنجليزية)
- توركواتو تاسو على موقع ميوزك برينز (الإنجليزية)
- توركواتو تاسو على موقع إن إن دي بي (الإنجليزية)
- توركواتو تاسو على موقع قاعدة بيانات الفيلم (الإنجليزية)